# Yoran de Bont
Yoran de Bont, volledige naam Yoran Remse Antonius Christinus de Bont (Oudenbosch, 16 mei 1990) is een Nederlands musicalacteur en zanger.
Naast dat de Bont de Havo opleiding deed aan KSE zat hij ook op het Jeugdtheater Hofplein en theatergroep Max Mini. Van 2007 tot 2011 zat hij op Codarts waar hij een bachelor in muziektheater behaalde. Tijdens deze opleiding speelde hij ook in 2010 de rol van Agent Hoenderhok/Abeltje in Urinetown. Omdat hoofdrolspeler Jamai Loman kampte met stemproblemen nam de Bont uiteindelijk de hoofdrol over. Eind 2011 speelde hij in het theaterconcert Songs You Need to See. Hierna speelde hij in 2012 in De Nieuwe IJstijd, een familiemusical gebaseerd op een van de stripverhalen van Marten Toonder over Tom Poes en Olie B. Bommel. Tussen 2012 en 2015 zong de Bont op cruiseschepen. In 2013 speelde hij prins Erik in The Little Mermaid. In 2015 speelde hij in de personality show van Gerrie van der Klei, Spelen met Klei. Tussen 2015 en 2016 speelde hij in Grease als understudy van Danny Zuko en Teen Angel/Vince Fontaine. In 2016 deed de Bont mee aan het televisieprogramma Idols. In 2017 was hij te zien in de televisieserie Zoë en Silos. In 2017 en 2018 was de Bont als Freddy Eynsford-Hill te zien in de musical My Fair Lady. In 2018 en 2019 was de Bont te zien als Augustin Magaldi in de musical Evita. In de zomer van 2019 speelde de Bont in PAW Patrol Live! "De Grote Race", alsook in Aida in Concert, alsook in de Duitse concertreeks van zanger Eloy de Jong. Begin 2020 zou de Bont te zien zijn in Hello, Dolly!, maar deze werd uitgesteld door de coronapandemie. Vanaf juli 2021 speelt de Bont Rocky in The Rocky Horror Show. Vanaf 2025 zou De Bont de rol van Pepito Abatino gaan spelen in Josephine B, de musical. De rol heeft hij teruggegeven om in Soldaat van Oranje te blijven spelen. Zijn rol werd overgenomen door Joey Ferre.

## Carrière
- 2024-heden: Soldaat van Oranje (musical) als Anton
- 2023-2024: Les Misérables (musical) als Grantaire, understudy Javert en Jean Valjean.
- 2022: One, de musical als Amon
- 2021/2022: The Rocky Horror Show als Rocky
- 2020: Hello, Dolly! (musical) als ensemble (uitgesteld door de coronapandemie)
- 2019: PAW Patrol Live
- 2018/2019: Evita (musical) als Augustin Magaldi
- 2017/2018: My Fair Lady (musical) als Freddy Eynsford-Hill
- 2015/2016: Grease (musical) als ensemble, understudy Danny Zuko en Teen Angel/Vince Fontaine
- 2014/2015: The Little Mermaid (musical) als ensemble, understudy Prins Erik
- 2015: Ollie B. Bommel
- 2009: Urinetown als Bobby Goud (vervanger van Jamai Loman)